# Гора Ак-Кая (памятник природы)
Данная статья о природоохранном объекте. Не следует путать с Ак-Кая — статья о горе.
«Гора́ Ак-Кая́» или «Гора Белая скала» (укр. «Гора Ак-Кая», крымскотат. «Aq Qaya dağı», «Акъ Къая дагъы») — комплексный памятник природы общегосударственного значения, расположенный в долине реки Биюк-Карасу на территории Белогорского района (Крым). Площадь — 30 га. Землепользователь — КХЗ им. Суворова. В Российской Федерации, контролирующей спорную территорию Крыма, является  объектом культурного наследия федерального значения; на Украине, в пределах признанных большинством государств — членов ООН
 границ которой находится спорная территория, — памятником культурного наследия национального значения. Памятник природы расположен в границах природного парка регионального значения Белая скала, созданного 21 декабря 2011 года с площадью 2 256,0 га.

## История
Статус памятника природы был присвоен 30 марта 1981 года Постановлением Совета Министров УССР 30.03.81 г. № 145, путём реорганизации памятника природы местного значения, основанного в 1969 году.
С октября 2015 года археологический комплекс на плато Ак-Кая является объектом культурного наследия федерального значения.

## Описание
Расположен северо-восточнее села Белая Скала в долине реки Биюк-Карасу (Карасёвка).
Ближайший населённый пункт — Белая Скала, город — Белогорск.

## Природа
Гора Ак-Кая представляет собой вертикальную скалистую стену белого цвета, возвышается над долиной реки Биюк-Карасу (Карасёвка). Высота над уровнем моря 325 м, перепад высот между долиной и вершиной скалы — 100 м.
В верхней части скалы выветривание создало столбы, гроты, овальные ниши. В нижней части скалы скапливаются продукты выветривания — осыпи, навалы глыб, эрозионные ложбины. Местами эрозию сдерживают заросли шиповника и грабинника.
В 1960-70-х годах у северного подножия скалы, под навесом, Крымской палеолитической экспедицией Института археологии АН УССР под руководством Ю. Г. Колосова были раскопаны 20 стоянок первобытного человека мустьерской эпохи. Найдено большое количество кремниевых остроконечников, ножей, скребел. Возле древних очагов найдено большое количество костных остатков вымершей фауны Крыма: мамонта, пещерного медведя, гигантского и благородного оленя, сайгака, первобытного быка, дикой лошади, онагра и др.